# Zlatá Praha (festival)
Mezinárodní televizní festival Zlatá Praha je festival, který v Praze každoročně pořádá Česká televize ve spolupráci s European Broadcasting Union a IMZ International Music + Media Centre. V minulosti ho organizovala Československá televize. Festival vznikl roku 1964 a je tak spolu s Prix Italia a Rose d´Or nejstarším televizním festivalem na evropském kontinentě. Původně se zaměřoval na široké spektrum televizních žánrů a pořadů, v současnosti se specializuje na televizní hudební a taneční pořady. Je jediným takto profilovaným festivalem na světě. Tradičním místem konání festivalu je Žofín na Slovanském ostrově v Praze.